# Koki Niwa
Koki Niwa (Hokkaido, 10 de outubro de 1994) é um mesa-tenista profissional japonês, medalhista olímpico.

## Carreira

### Rio 2016
Niwa por equipes conquistou a medalha de prata.